# Niezapomniany romans
Niezapomniany romans (ang. An Affair to Remember) – amerykański melodramat filmowy z 1957 roku w reżyserii Leo McCareya. W 2002 roku Amerykański Instytut Filmowy umieścił ten film na 5. miejscu listy stu najlepszych amerykańskich melodramatów wszech czasów.

## Nagrody i nominacje
| Nazwa nagrody                                        | Wygrane       | Nominacje |
| ---------------------------------------------------- | ------------- | --- |
| Oscar                                                | bez rezultatu | 1958 Najlepsza muzyka Hugo Friedhofer Najlepsza piosenka "An Affair to Remember", wyk. Vic Damone Najlepsze kostiumy Charles LeMaire /Najlepsze zdjęcia Milton R. Krasner |
| Amerykańska Gildia Reżyserów Filmowych (nagroda DGA) | bez rezultatu | 1958 Najlepsze osiągnięcie reżyserskie w filmie fabularnym Leo McCarey |